# The Great Divide (1925)
The Great Divide é um filme de drama produzido nos Estados Unidos, dirigido por Reginald Barker e lançado em 1925.